# 1901 في المملكة المتحدة
فيما يلي قوائم الأحداث التي وقعت خلال عام 1901 في المملكة المتحدة.

## سياسة

### تعيين في المنصب
- 22 يناير – إدوارد السابع ملك المملكة المتحدة عاهل المملكة المتحدة [الإنجليزية]‏.

### انتهاء فترة المنصب
- 22 يناير – فيكتوريا ملكة المملكة المتحدة عاهل المملكة المتحدة [الإنجليزية]‏.

## رياضة
- 1 يناير – بطولة ويمبلدون 1901

## كتب
من الكتب التي صدرت هذه السنة في المملكة المتحدة:
- 1 يناير – أوائل الرجال على القمر من تأليف هربرت جورج ويلز.
- 1 يناير – كيم من تأليف روديارد كبلينغ.

## مواليد

### يناير
- 7 يناير – جيمس نيلسون لاعب كرة قدم اسكتلندي.

### فبراير
- 11 فبراير – ألكسندر أيرلاند ملاكم من المملكة المتحدة.

### مارس
- 27 مارس – جورج داوتي مخترع من المملكة المتحدة.

### أبريل
- 15 أبريل – جو ديفيس لاعب سنوكر من المملكة المتحدة.[1]
- 26 أبريل – فرانسيس كريسس رسام من الولايات المتحدة الأمريكية.[2]

### مايو
- 4 مايو – جورج مورهاوس لاعب كرة قدم أمريكي.[3]
- 12 مايو – سيسيل بيرتش فيزيائي بريطاني.[4]
- 21 مايو – أرثر والس أكسيل عالم نبات من المملكة المتحدة.[5]
- 22 مايو – فرد فيراري لاعب كرة قدم إنجليزي.

### يونيو
- 3 يونيو – موريس إيفانز ممثل بريطاني.[6]
- 7 يونيو – جيمي غالاغر لاعب كرة قدم أمريكي.[7]
- 12 يونيو – جيمي جيبسون

### يوليو
- 9 يوليو – باربارا كارتلند كاتبة إنجليزية.

### أغسطس
- 20 أغسطس – ليونارد غراهام
- 22 أغسطس – تيد هاربر لاعب كرة قدم إنجليزي.

### سبتمبر
- 8 سبتمبر – نويل إيفري ساندوذ عالم نبات بريطاني.

### أكتوبر
- 19 أكتوبر – سام جونسون لاعب كرة قدم إنجليزي.

### ديسمبر
- 24 ديسمبر – دونلد أيوين كامرون عالم جنس من الولايات المتحدة الأمريكية.[8]
- 25 ديسمبر – الأميرة أليس، دوقة غلوستر[9]

## وفيات

### يناير
- 17 يناير – فريدرك مايرز (مواليد 1843)[10]
- 22 يناير – فيكتوريا ملكة المملكة المتحدة (مواليد 1819)[11]

### مايو
- 9 مايو – تشارلز تشابلن الأب (مواليد 1863)

### يوليو
- 27 يوليو – بروك وستكوت (مواليد 1825)[12]

### أغسطس
- 5 أغسطس – فيكتوريا أميرة بريطانيا وإمبراطورة ألمانيا (مواليد 1840)[13]
- 9 أغسطس – الأمير هنري أورليان (مواليد 1867)[14]

### سبتمبر
- 20 سبتمبر – رالف تيت (مواليد 1840) عالم نبات بريطاني.[15]

### نوفمبر
- 30 نوفمبر – إدوارد جون أير (مواليد 1815) مستكشف أسترالي.[16]

### ديسمبر
- 5 ديسمبر – إلياس جون جب (مواليد 1857)[17]